# Троскунов, Лев Израилевич
Лев Израилевич Троскунов (журналистский псевдоним — Андрей Василько; 1903, Юзовка — 23 декабря 1968, Киев) — украинский советский деятель, журналист, директор информагентства «РАТАУ» (1949—1950). Депутат Верховного Совета УССР 2-го созыва. Кандидат в члены ЦК КП (б) У в мае 1940 — августе 1946 года и в январе 1949 — сентябре 1952 Член ЦК КП(б)У в августе 1946 — январе 1949.

## Биография
С 1921 года работал в прессе. Начал свой трудовой путь литературным сотрудником окружной газеты «Диктатура труда» в Донбассе.
Член ВКП (б) с 1925 года.
В 1930—1932 годах — заведующий производственного отдела газеты ЦК ВКП (б) «Рабочая газета».
В 1932—1937 годах — заведующий металлургического отдела газеты «За индустриализацию», заведующий отделом и заместитель главного редактора газеты ЦК ВКП (б) «Труд». В 1937—1938 годах — заведующий фотохроники Союзфото в Москве.
В 1938 — июне 1941 года — редактор республиканской газеты «Советская Украина».
С июня 1941 года — в Красной Армии. Участник Великой Отечественной войны.
В 1941 году возглавлял радиовещания Юго-Западного фронта, работал ответственным редактором фронтовой газеты «Красная Армия» Юго-Западного фронта. Затем был ответственным редактором фронтовой газеты «Сталинское знамя» Сталинградского фронта, а в 1943 году — ответственным редактором фронтовой украиноязычной газеты «За честь Родины» Воронежского и 1-го Украинского фронтов.
В 1943—1948 годах — ответственный редактор республиканской газеты «Правда Украины».
В 1949 — мае 1950 году — директор Радиотелеграфного агентства Украины (РАТАУ). Затем работал заместителем председателя Украинского республиканского радиокомитета.
В 1954 — декабре 1968 года — заместитель главного редактора республиканской газеты «Правда Украины».

## Звания
- старший батальонный комиссар
- подполковник
- полковник

## Награды
- два ордена Трудового Красного Знамени (23.01.1948, 26.04.1963)
- орден Красного Знамени (10.01.1944)
- орден Красной Звезды (4.02.1943)
- медаль «За оборону Сталинграда»
- медали